# Ricardo Halac
Ricardo Halac (Buenos Aires, 13 de mayo de 1934) es un dramaturgo y periodista argentino.

## Biografía
Nació en el seno de una familia sefardí de orígenes sirios, libaneses y marroquíes en Buenos Aires el 13 de mayo de 1935.
Estudió en el Colegio Carlos Pellegrini, y en la Facultad de Ciencias Económicas de la Universidad de Buenos Aires, tres años, por pedido del padre. A los 21 ganó una beca de la Fundación Goethe y se fue a estudiar teatro a Berlín, concurriendo asiduamente al teatro de Bertolt Brecht, donde vio puestas de sus principales obras. Junto con Armando Discépolo y Arthur Miller, Brecht fue también su maestro.
Trabajó en diarios emblemáticos, como El Mundo y La Opinión. Formaba parte del mítico grupo que hacía La Opinión Cultural bajo la dirección del poeta Juan Gelman. Eran sus compañeros Carlos Ulanovsky, Horacio Verbitsky, Tomás Eloy Martínez, Paco Urondo, Osvaldo Soriano.
Pertenece a la generación de dramaturgos argentinos del “nuevo realismo”, entre otros, Carlos Gorostiza, Roberto Cossa, Griselda Gambaro, Ricardo Monti, Osvaldo Dragún, Oscar Viale, Eduardo Pavlovsky y Carlos Somigliana.
Estrenó su primera obra a los 26 años, en el teatro La Máscara: “Soledad para Cuatro”. Entusiasmado, Francisco Petrone -director entonces del Canal 7-, lo llevó a la emisora. Ahí empezó colaborando en “Historias de Jóvenes”, donde actuaban Pellegrini, Medina Castro, Norma Aleandro… y dirigía Rodolfo Kuhn. De sus trabajos en TV, deben recordarse "La Noche de los Grandes", (dirigía Stivel) y los programas hechos junto a Juan Carlos Cernadas Lamadrid: “Compromiso” y “Yo fui testigo”. Por “La Noche de los Grandes” y “Yo Fui Testigo” obtuvo Martín Fierro al mejor autor.
Entre los premios obtenidos el Premio María Guerrero, Asociación Críticos Teatrales y el Premio Martin Fierro.
En 1975 debió huir de su país hacia México ante las amenazas de la agrupación paramilitar de derecha Triple A, con la subsiguiente dictadura militar (1976-1983) permanecerá en el exilio.
En el año 2004 se publicaron sus obras completas.
En 2006 publicó un manual sobre técnica dramatúrgica titulado Escribir teatro: dramaturgia en los tiempos que corren. 
La docencia teatral es una de sus pasiones. Hoy precisamente dirige el Seminario de Dramaturgia de Argentores.
En 2024 fue homenajeado con un Diploma al Mérito de los Premios Konex a las Letras por su trabajo en la última década.

## Obras teatrales
Autor
- Soledad para cuatro
- Fin de diciembre
- Estela de madrugada
- Tentempié I
- Tentempié II
- Segundo Tiempo, (ganadora del Premio Argentores.[6])
- El Destete
- Un Trabajo Fabuloso
- Lejana Tierra Prometida
- Ruido de Rotas Cadenas
- El dúo Sosa Echagüe
- La Perla del Plata
- ¡Viva la Anarquía!
- Mil años, un día
- Frida Kahlo, la Pasión[7]
- Metejón
- Luna gitana y perejiles

## Filmografía
Intérprete
- País cerrado, teatro abierto (1989) ...Él mismo

Guionista
- El soltero (1977)
- La Rosales (1984)